# Будзув (Опольское воеводство)
Бу́дзув (пол. Budzów, нем. Budzow) — село в Польше в гмине Гожув-Слёнский Олесненского повета Опольского воеводства.

## География
Село находится в 4 км. от административного центра гмины города Гожув-Слёнский, 19 км. от города Олесно и 51 км. от Ополе.

## История
Первые упоминания о Будзуве относятся к концу XIII века. Сочинение «Liber fundationis episcopatus Vratislaviensis», издания 1305 года, упоминает о селе в латинизированной форме «Budow».
До 1 апреля 1939 года Будзув входил в состав села Доннерсмарк.
До 1946 года село носило немецкое название «Будзов». 12 ноября 1946 года село было переименовано в Будзув.
В 1975—1998 годах село входило в Ченстоховское воеводство.

## Достопримечательности
- Дворцовая усадьба с парком — памятник культуры Опольского воеводства[5].